# 高景德
高景德（1922年2月5日—1996年12月24日），男，陕西佳县人，中国电机工程学家。

## 生平
高景德1945年毕业于西北工学院（现西北工业大学）电机系。1948年加入中国共产党。
1956年在苏联列宁格勒加里宁工学院获技术科学博士学位。同年回国。高景德历任清华大学电机工程系教授、副校长、校长。1980年当选中国科学院技术科学部学部委员。1983年5月至1988年10月任清华大学校长。1986年6月，中国科学技术协会第三次全国代表大会在北京召开，选举产生第三届全国委员会。6月28日，第三届全国委员会第一次会议召开，推举其担任常务委员。

## 主要论著
- 高景德.同步电机理论及其运行方式的分析（复数分量法）.北京：电力出版社，1957.
- 高景德.交流电机过渡历程及运行方式的分析.北京：科学出版社，1963.
- 高景德主编.串联电容引起的电动机自激.北京：科学出版社，1978.
- 高景德，张麟征.电机过渡过程的基本理论及分析方法.北京：科学出版社，上册，1982；下册，1983.
- 高景德，王祥珩，李发海.交流电机及其系统的分析.北京：清华大学出版社，1993.
- 高景德，周子寿.异步电机机群自激的分析方法.中国电机工程学报，1982，（4）：1-9.
- 高景德，王祥珩.交流电机的多回路理论.清华大学学报，1987，（1）：1-8.